# Pedro José Valenzuela
Pedro José Valenzuela Jáuregui (Nueva Guatemala de la Asunción, Guatemala, 29 de julio de 1797 - Nueva Guatemala de la Asunción, Guatemala,  19 de abril de 1865) fue un político centroamericano, jefe del Estado de Guatemala de forma interina desde el 2 de febrero de 1838 al 22 de julio del mismo año, cuando le entregó el poder a Mariano Rivera Paz. También fue Vicejefe del Estado de Guatemala y miembro del Consejo de Estado.
el fue un presidente de Guatemala 

## Biografía
Fue hijo de Pedro Valenzuela y de Gertrudis Jáuregui. Contrajo matrimonio con Rafaela Dorantes. En forma interina, el 2 de febrero de 1838 sustituyó a Mariano Gálvez en la Jefatura del Estado de Guatemala. El 22 de julio del mismo año entregó el poder a Mariano Rivera Paz.

## Política
En 1859, siendo Consejero de Estado se opuso al Tratado Wyke-Aycinena. Expresó que en un convenio de límites no debía hacerse cesión y venta de territorio guatemalteco, que el gobierno no era más que un administrador de los bienes nacionales, sin facultad alguna para enajenarlos, ya que el presidente había jurado conservar la integridad de la República. Además, señaló que la cláusula compensatoria, además de ser ambigua e indefinida, imponía al gobierno guatemalteco obligaciones para cuyo cumplimiento no estaba autorizado.
También afirmó que el Gobierno británico no ofrecía ninguna garantía en relación con el compromiso de pagar la mitad de los costos de la carretera proyectada. Valenzuela comentó, además, que no se podía confiar en la buena fe de los ingleses, por la forma en que habían violado los tratados angloespañoles y que el instrumento en cuestión violaba el Tratado Clayton-Bulwer.